# Wang Shifu
王實甫 Wang Shifu (fines del siglo XIII - comienzos del siglo XIV; c1250 - c1337), escritor chino, autor de la célebre obra: La habitación del ala oeste 西廂記, que recupera la narración de Yuan Zhen,  Biografía de Yingying, pero con final feliz.
Existen 14 obras atribuidas a Wang, aunque sólo se han conservado tres. La habitación del ala oeste (Xi Xiang Ji) es una de las más famosas obras chinas, todavía popular hoy en día. Es un zaju (杂剧) ampliado, una forma teatral popular.